# Alphaville (bairro de Campinas)

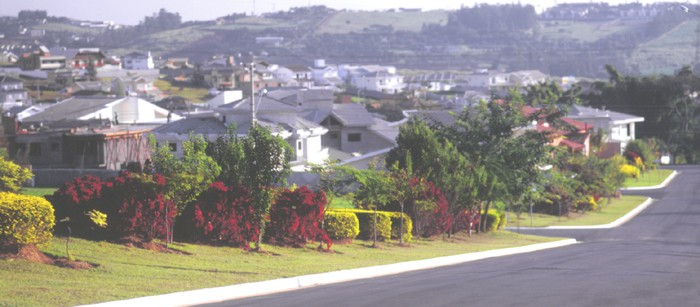
Rua do Alphaville Campinas.

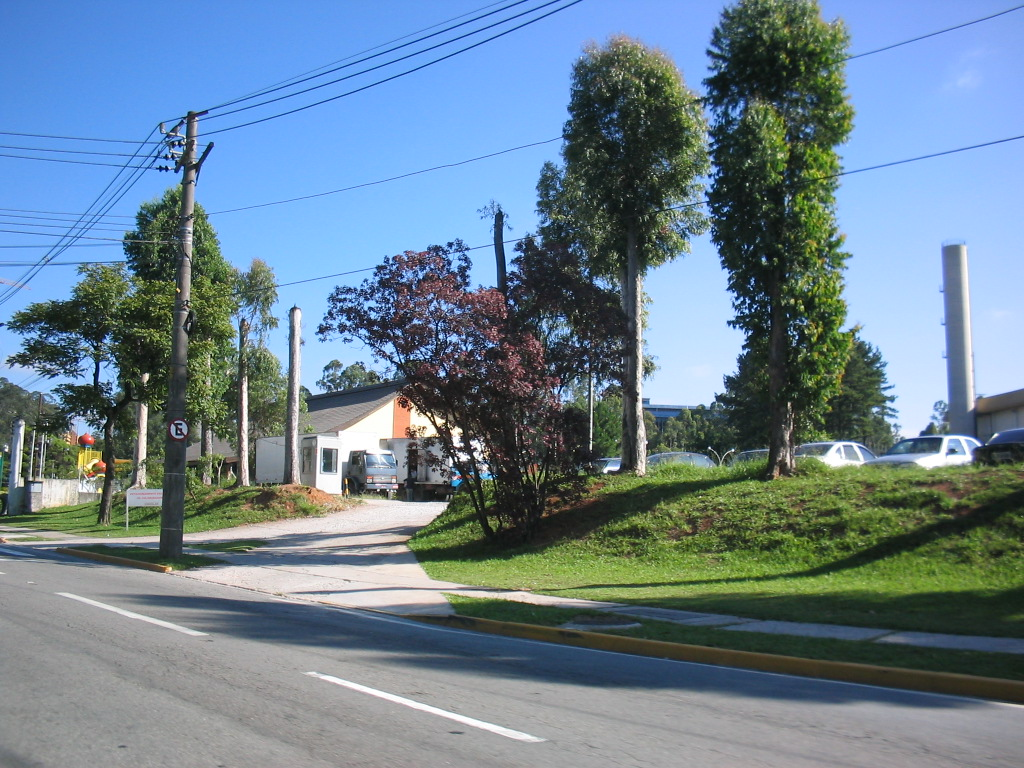
Alphaville.

Alphaville Campinas é um loteamento fechado de grande porte ( mais de 1400 lotes ) na Zona Leste de Campinas, formado na divisa das antigas fazendas Anhumas e Santa Cândida. Estando muito distante da região central, trata-se de outro condomínio de classe média alta. Foi o primeiro empreendimento do modelo Alphaville na cidade. Ao norte está o Jardim Míriam e a nordeste está o Parque dos Pomares. A oeste passa a rodovia SP-340 e logo após a rodovia a continuação da antiga Fazenda Santa Cândida, onde esta localizado o CPQD, PUC e Unicamp. Ao sul, após o córrego Anhumas esta o Jd. Santa Cândida-Continuação (parte 4), onde esta localizado o clube de esportes Careca.